# Kyjovská pahorkatina

Vnější Západní Karpaty, Kyjovská pahorkatina vyznačena červeným polem

Kyjovská pahorkatina je geomorfologický celek na jihu Moravy v okolí města Kyjov, na přechodu mezi Dolnomoravským úvalem na jihu a Chřiby a Ždánickým lesem na severu. Má pahorkatinný až vrchovinný ráz a rozlohu 482 km². Nejvyšším bodem je Babí lom (417 m n. m.), střední výška je 235 m n. m. a střední sklon 3°30'.

## Geomorfologie
Kyjovská pahorkatina je částí geomorfologické oblasti Středomoravských Karpat, které jsou částí geomorfologické subprovincie Vnější Západní Karpaty.
Dělí se na čtyři geomorfologické podcelky:
- Mutěnickou pahorkatinu
- Věteřovskou vrchovinu
- Vážanskou vrchovinu
- Kudlovickou pahorkatinu

## Geologie
Podloží je různorodé, v severní části je převážně tvořeno paleogenními jílovci a pískovci račanské jednotky magurské skupiny příkrovů, v západní a jihozápadní části paleogenními jílovci a pískovci ždánické jednotky vnější skupiny příkrovů. V jižní části, hlavně na hranicích s Dolnomoravským úvalem, je tvořeno především sarmatskými a pannonskými sedimenty Vídeňské pánve.
Nadloží je tvořeno spraší a sprašovými hlínami. Dna údolí jsou tvořeny fluviálními a delovfluviálními písčitohlinitými sedimenty.

## Těžba nerostných surovin

### Těžba lignitu
V minulosti, od roku 1824 až do 90. let 20. století, se v Kyjovské pahorkatině, kde se nachází kyjovská sloj jihomoravské lignitové pánve těžil lignit. Sloj je 15 km dlouhá a 4 km široká, její mocnost je 3–6 m. V některých částech byl lignit vytěžen malodoly již na konci 19. století.
Důl Julius u Šardic byl otevřen roku 1911, začátkem 40. let 20. století byla roční produkce 55 000 tun lignitu, v roce 1960 byl přejmenován na Důl 9. května. Do června roku 1978, kdy byl uzavřen, se v něm vytěžilo celkem 3 689 200 tun lignitu.
Důl Dukla u Šardic byl otevřen roku 1965, 9. června roku 1970 zde po průtrži mračen došlo k zaplavení dolu, což si vyžádalo 34 obětí. Důl byl uzavřen v 21. prosince 1992 při roční průměrné produkci 550 000–600 000 tun lignitu.

### Těžba ropy a zemního plynu
V jižní části Kyjovské pahorkatiny u obcí Starý Poddvorov, Nový Poddvorov a Dolní Dunajovice se těží ropa a zemní plyn.

## Hydrologie
Oblast je odvodňována Kyjovkou, Trkmankou, Dlouhou řekou a Salaškou, které se vlévají do Dyje a Moravy.
Ještě do poloviny 19. století se zde nacházela poměrně velká jezera ledovcového původu, Kobylské a Čejčské jezero. Postupně se zanášela sedimenty a v první polovině 19. století byla uměle vysušena a přeměněna na ornou půdu. V dávnější minulosti zde existovala i další menší jezera.
Na Kyjovce je vybudována kaskáda

## Klima a vegetační stupně
Kyjovska pahorkatina klimatologicky patří k teplé oblasti.
Oblast leží v 1. a ve 2. vegetačním stupni.

## Zemědělství a lesnictví
V Kyjovské pahorkatině se daří vinohradnictví a sadařství teplomilných druhů, jako jsou meruňky a broskvoně, lze zde nalézt i oskeruše.
Lesy jsou většinou dubové pařeziny, přirozené dubohabřiny nebo borové porosty s dubem.
Místy se vyskytují stepní trávníky

## Ochrana přírody
V oblasti bylo vyhlášeno 17 maloplošných zvláště chráněných území, z nichž je 1 národní přírodní památka,2 přírodní rezervace a 14 přírodních památek.
- NPP Na Adamcích
- PR Sovince
- PR Špidláky
- PP Bílý kopec u Čejče
- PP Bohuslavické stráně
- PP Hošťálka
- PR Hovoranské louky
- PP Ježovský lom
- PP Koukolky
- PP Letiště Milotice
- PP Losky
- PR Louky pod Kumstátem
- PP Medlovický lom
- PP Nivky za Větřákem
- PP Výchoz
- PP Zápověď u Karlína
- PP Zimarky